# Powiat Békéscsaba
Powiat Békéscsaba – jeden z ośmiu powiatów komitatu Békés na Węgrzech. Siedzibą władz jest miasto Békéscsaba.

## Miejscowości powiatu Békéscsaba
- Békéscsaba
- Csabaszabadi
- Doboz
- Kétsoprony
- Szabadkígyós
- Telekgerendás
- Újkígyós